# Ksawery Masiuk
Ksawery Masiuk (Tarnów, 17 de diciembre de 2004) es un deportista polaco que compite en natación, especialista en el estilo espalda.
Ganó dos medallas de bronce en el Campeonato Mundial de Natación, en los años 2022 y 2024, una medalla de bronce en el Campeonato Mundial de Natación en Piscina Corta de 2024, y cuatro medallas en el Campeonato Europeo de Natación de 2024.

## Palmarés internacional
| Campeonato Mundial                  | Campeonato Mundial | Campeonato Mundial | Campeonato Mundial |
| Año                                 | Lugar              | Medalla            | Prueba             |
| ----------------------------------- | ------------------ | ------------------ | ------------------ |
| 2022                                | Budapest (Hungría) | Medalla de bronce  | 50 m espalda       |
| 2024                                | Doha (Catar)       | Medalla de bronce  | 50 m espalda       |
| Campeonato Mundial en Piscina Corta |                    |                    |                    |
| Año                                 | Lugar              | Medalla            | Prueba             |
| 2024                                | Budapest (Hungría) | Medalla de bronce  | 4 × 100 m libre    |
| Campeonato Europeo                  |                    |                    |                    |
| Año                                 | Lugar              | Medalla            | Prueba             |
| 2024                                | Belgrado (Serbia)  | Medalla de plata   | 50 m espalda       |
| 2024                                | Belgrado (Serbia)  | Medalla de plata   | 4 × 100 m libre    |
| 2024                                | Belgrado (Serbia)  | Medalla de plata   | 4 × 100 m estilos  |
| 2024                                | Belgrado (Serbia)  | Medalla de bronce  | 100 m espalda      |